# Hợp đồng tình yêu (phim truyền hình)
Hợp đồng tình yêu (tiếng Hàn: 월수금화목토; Hanja: 月水金火木土; tiếng Anh: Love in Contract) là một bộ phim truyền hình của Hàn Quốc với sự tham gia của Park Min-young, Go Kyung-pyo và Kim Jae-young. Phim khởi chiếu trên đài tvN vào ngày 21 tháng 9 năm 2022 và phát sóng vào thứ Tư và thứ Năm hàng tuần lúc 22:30 (KST).

## Nội dung
Bộ phim kể về công việc của một "người giúp đỡ cuộc sống độc thân", người trở thành vợ của những người độc thân cần bạn đời để tham gia các sự kiện quan trọng.

## Diễn viên & Nhân vật

### Vai chính
- Park Min-young vai Choi Sang-eun: một người trợ giúp cuộc sống độc thân với mười ba năm sự nghiệp, người có vẻ ngoài hoàn hảo.[5][10]
- Go Kyung-pyo vai Jung Ji-ho: một người đàn ông bí ẩn có hợp đồng độc quyền dài hạn với Sang-eun vào thứ Hai, thứ Tư và thứ Sáu.[10]
- Kim Jae-young vai Kang Hae-jin: con trai út của một gia đình tài phiệt và một ngôi sao hallyu có hợp đồng với Sang-eun vào Thứ Ba, Thứ Năm và Thứ Bảy.[10]

### Vai phụ
- Kang Hyung-seok vai Woo Kwang-nam[11]
- Jin Kyung vai Yoo Mi-ho[12]
- Ahn Suk-hwan vai Jung Gil-tae[13]
- Kim Dong-hyun vai Choi Sang-mu[13]
- Oh Cha-jang
- Bae Hae-sun vai Kim Seong-mi[14]
- Kim Hyun-mok vai Yoo Jung-han[14]
- Jung Seong-ho vai Choi Chan-hee[13]
- Oh Ryung vai Kang Seon-jin[12]
- Lee Seung-cheol vai Kang Jin[13]
- Yang Jung-a vai Choi Ran-hee[15]
- Park Chul-min vai người quản lý[12]
- Park Kyung-hye vai Kim Yu-mi[12]
- Nana: Yu-mi[16]
- Go Geon-han[17]

## Tỷ lệ người xem
| Mùa | Mùa | Số tập | Số tập | Số tập | Số tập | Số tập | Số tập | Số tập | Số tập | Số tập | Số tập | Số tập | Số tập | Số tập | Số tập | Số tập | Số tập | Trung bình |
| Mùa | Mùa | 1      | 2      | 3      | 4      | 5      | 6      | 7      | 8      | 9      | 10     | 11     | 12     | 13     | 14     | 15     | 16     | Trung bình |
| --- | --- | ------ | ------ | ------ | ------ | ------ | ------ | ------ | ------ | ------ | ------ | ------ | ------ | ------ | ------ | ------ | ------ | ---------- |
|     | 1   | 919    | 783    | 898    | 853    | 763    | 864    | TBD    | TBD    | TBD    | TBD    | TBD    | TBD    | TBD    | TBD    | TBD    | TBD    | TBD        |

| Tập | Ngày chiếu                | Tỷ lệ trung bình (Nielsen Korea) | Tỷ lệ trung bình (Nielsen Korea) |
| Tập | Ngày chiếu                | Toàn quốc                        | Seoul                            |
| --- | ------------------------- | -------------------------------- | -------------------------------- |
| 1 | ngày 21 tháng 9 năm 2022  | 3.992% (2nd)                     | 3.859% (3rd)                     |
| 2 | ngày 22 tháng 9 năm 2022  | 3.447% (2nd)                     | 3.818% (2nd)                     |
| 3 | ngày 28 tháng 9 năm 2022  | 3.761% (2nd)                     | 4.019% (3rd)                     |
| 4 | ngày 29 tháng 9 năm 2022  | 3.584% (2nd)                     | 3.745% (2nd)                     |
| 5 | ngày 5 tháng 10 năm 2022  | 3.007% (3rd)                     | 2.905% (3rd)                     |
| 6 | ngày 6 tháng 10 năm 2022  | 3.539% (2nd)                     | 3.763% (2nd)                     |
| 7 | ngày 12 tháng 10 năm 2022 |                                  |                                  |
| 8 | ngày 13 tháng 10 năm 2022 |                                  |                                  |
| 9 | ngày 19 tháng 10 năm 2022 |                                  |                                  |
| 10 | ngày 20 tháng 10 năm 2022 |                                  |                                  |
| 11 | ngày 26 tháng 10 năm 2022 |                                  |                                  |
| 12 | ngày 27 tháng 10 năm 2022 |                                  |                                  |
| 13 | ngày 2 tháng 11 năm 2022  |                                  |                                  |
| 14 | ngày 3 tháng 11 năm 2022  |                                  |                                  |
| 15 | ngày 9 tháng 11 năm 2022  |                                  |                                  |
| 16 | ngày 10 tháng 11 năm 2022 |                                  |                                  |
| Average | Average                   | —                                | —                                |
| - Trong bảng trên, các số màu xanh lam đại diện cho xếp hạng thấp nhất và các số màu đỏ thể hiện xếp hạng cao nhất. - Bộ phim này được phát sóng trên một kênh truyền hình cáp / truyền hình trả tiền thường có lượng khán giả tương đối nhỏ hơn so với các đài truyền hình công cộng / truyền hình miễn phí (KBS, SBS, MBC và EBS). |                           |                                  |                                  |